# Großer Preis von Brasilien 1989
Der Große Preis von Brasilien 1989 (offiziell XVIII Grande Prêmio do Brasil) fand am 26. März auf dem Jacarepaguá in Rio de Janeiro statt und war das erste Rennen der Formel-1-Weltmeisterschaft 1989.

## Berichte

### Hintergrund
Mit der neuen Saison trat ein bereits vor dem Beginn der Vorsaison angekündigtes Verbot von Turbomotoren in Kraft. Zudem kehrte mit Pirelli ein Kontrahent von Goodyear als Reifenlieferant in die Formel 1 zurück. Der britische Rennstall Onyx trat als neues Team an. Einige Teams wechselten ihre Motorenpartner. Es wurden sowohl Acht- als auch Zehn- und Zwölfzylindermotoren eingesetzt. Insbesondere die Hersteller Ford-Cosworth und Judd wurden von zahlreichen Teams als Ausstatter gewählt. Als neue Lieferanten traten Yamaha und Lamborghini in Erscheinung.
Neben dem Weltmeister-Team McLaren behielten Arrows, Lotus, March, Minardi und Larrousse die Fahrerbesetzungen bei, mit denen sie die Saison 1988 beendet hatten.
Nigel Mansell wechselte von Williams, wo er durch Thierry Boutsen ersetzt wurde, zu Ferrari. Dort verdrängte er Michele Alboreto, der daraufhin bei Tyrrell den ehemaligen Platz von Julian Bailey einnahm. Boutsens Cockpit bei Benetton wurde mit dem Neuling Johnny Herbert besetzt. Neben diesem wurden zum Saisonauftakt die fünf weiteren Debütanten Bertrand Gachot für Onyx, Gregor Foitek  für EuroBrun, Olivier Grouillard für Ligier, Volker Weidler für Rial und Joachim Winkelhock für AGS gemeldet.
Das inzwischen von Bernie Ecclestone verkaufte Team Brabham kehrte nach einem Jahr Unterbrechung mit den Fahrern Martin Brundle und Stefano Modena ins Teilnehmerfeld zurück. Bis auf EuroBrun und AGS traten alle Teams mit zwei Wagen an.
Zahlreiche Teams starteten mit weiterentwickelten Vorjahres-Fahrzeugen in die Saison.

### Training
Im Zuge von Testfahrten im Vorfeld des Trainings verunglückte Philippe Streiff schwer. Er trug eine Querschnittslähmung davon, die seine Formel-1-Karriere beendete.
Da insgesamt 38 Fahrer antraten, um sich für einen der 26 Startplätze zu qualifizieren, wurde wie bereits im Vorjahr regelmäßig eine Vorqualifikation durchgeführt. 13 Piloten mussten daran teilnehmen, und zwar beide Piloten von Brabham, Osella, Zakspeed und Onyx sowie jeweils ein Fahrer von Rial, EuroBrun, Larrousse, Coloni und AGS. Die schnellsten fünf unter ihnen erhielten eine Freigabe für die Teilnahme an den beiden regulären Qualifikations-Durchgängen.
Bereits im Zuge der Testfahrten im Winter hatte sich herausgestellt, dass McLaren auch nach dem Wechsel von Turbo- auf Saugmotoren das Team sein würde, das es zu schlagen galt. Dementsprechend war die Fachwelt nicht überrascht, als der amtierende Weltmeister Ayrton Senna die Pole-Position errang, was ihm im Vorjahr an 16 Rennwochenenden 13-mal gelungen war. Riccardo Patrese, Gerhard Berger und Boutsen qualifizierten sich für die Plätze dahinter. Alain Prost und Mansell bildeten die dritte Startreihe vor Ivan Capelli und Derek Warwick.

### Rennen
Am sehr heißen Renntag konnten Patrese sowie Berger, dessen Ferrari erstmals mit einem halbautomatischen Getriebe ausgestattet war, bis zur ersten Kurve auf Senna, der schlecht gestartet war, aufschließen. Berger und Senna kollidierten, woraufhin Patrese in Führung ging. Dessen Teamkollege Boutsen folgte auf dem zweiten Rang vor Mansell, Prost, Capelli und Warwick.
Mansell zog in der dritten Runde an Boutsen vorbei, der kurz darauf ausschied. In Runde 15 übernahm der Brite nach einem starken Manöver gegen Patrese die Führung. Er siegte vor Prost und Maurício Gugelmin. Für den Brasilianer war dies die einzige Podestplatzierung seiner Formel-1-Karriere. Vierter wurde der beeindruckende Neuling Herbert vor Warwick und Alessandro Nannini. Nicola Larini wurde nach zehn gefahrenen Runden wegen Fehlverhaltens beim Start disqualifiziert.
Der Ferrari-Sieg war eine Überraschung, auch für das Team selbst, das bei Testfahrten im Vorfeld der Saison mit mangelnder Zuverlässigkeit zu kämpfen hatte. Ferraris Rennleiter hatte Mansell sogar vorgeschlagen, mit halbvollem Tank ins Rennen zu starten, um aufgrund des im Vergleich zur Konkurrenz geringeren Gewichts wenigstens bis zum erwarteten Ausfall konkurrenzfähig zu erscheinen.
Dies war das letzte Formel-1-Rennen auf dem Jacarapaguá in Rio de Janeiro. Seit 1990 wird der Große Preis von Brasilien auf dem Autódromo José Carlos Pace in São Paulo ausgetragen.

## Meldeliste
| Team                            | Nr. | Fahrer                | Chassis         | Motor                    | Reifen |
| ------------------------------- | --- | --------------------- | --------------- | ------------------------ | ------ |
| Honda Marlboro McLaren          | 01  | Ayrton Senna          | McLaren MP4/5   | Honda RA109E 3.5 V10     | G      |
| Honda Marlboro McLaren          | 02  | Alain Prost           | McLaren MP4/5   | Honda RA109E 3.5 V10     | G      |
| Tyrrell Racing Organisation     | 03  | Jonathan Palmer       | Tyrrell 017B    | Ford Cosworth DFR 3.5 V8 | G      |
| Tyrrell Racing Organisation     | 04  | Michele Alboreto      | Tyrrell 017B    | Ford Cosworth DFR 3.5 V8 | G      |
| Canon Williams Team             | 05  | Thierry Boutsen       | Williams FW12C  | Renault RS1 3.5 V10      | G      |
| Canon Williams Team             | 06  | Riccardo Patrese      | Williams FW12C  | Renault RS1 3.5 V10      | G      |
| Motor Racing Developments       | 07  | Martin Brundle        | Brabham BT58    | Judd EV 3.5 V8           | P      |
| Motor Racing Developments       | 08  | Stefano Modena        | Brabham BT58    | Judd EV 3.5 V8           | P      |
| Arrows Grand Prix International | 09  | Derek Warwick         | Arrows A11      | Ford Cosworth DFR 3.5 V8 | G      |
| Arrows Grand Prix International | 10  | Eddie Cheever         | Arrows A11      | Ford Cosworth DFR 3.5 V8 | G      |
| Camel Team Lotus                | 11  | Nelson Piquet         | Lotus 101       | Judd CV 3.5 V8           | G      |
| Camel Team Lotus                | 12  | Satoru Nakajima       | Lotus 101       | Judd CV 3.5 V8           | G      |
| Leyton House March Racing Team  | 15  | Maurício Gugelmin     | March 881       | Judd CV 3.5 V8           | G      |
| Leyton House March Racing Team  | 16  | Ivan Capelli          | March 881       | Judd CV 3.5 V8           | G      |
| Osella Squadra Corse            | 17  | Nicola Larini         | Osella FA1M     | Ford Cosworth DFR 3.5 V8 | P      |
| Osella Squadra Corse            | 18  | Piercarlo Ghinzani    | Osella FA1M     | Ford Cosworth DFR 3.5 V8 | P      |
| Benetton Formula Ltd            | 19  | Alessandro Nannini    | Benetton B188   | Ford Cosworth DFR 3.5 V8 | G      |
| Benetton Formula Ltd            | 20  | Johnny Herbert        | Benetton B188   | Ford Cosworth DFR 3.5 V8 | G      |
| BMS Scuderia Italia             | 21  | Alex Caffi            | Dallara BMS 189 | Ford Cosworth DFR 3.5 V8 | P      |
| BMS Scuderia Italia             | 22  | Andrea de Cesaris     | Dallara BMS 189 | Ford Cosworth DFR 3.5 V8 | P      |
| Minardi Team SpA                | 23  | Pierluigi Martini     | Minardi M188B   | Ford Cosworth DFR 3.5 V8 | P      |
| Minardi Team SpA                | 24  | Luis Pérez-Sala       | Minardi M188B   | Ford Cosworth DFR 3.5 V8 | P      |
| Ligier Loto                     | 25  | René Arnoux           | Ligier JS33     | Ford Cosworth DFR 3.5 V8 | G      |
| Ligier Loto                     | 26  | Olivier Grouillard    | Ligier JS33     | Ford Cosworth DFR 3.5 V8 | G      |
| Scuderia Ferrari SpA SEFAC      | 27  | Nigel Mansell         | Ferrari 640     | Ferrari 035/5 3.5 V12    | G      |
| Scuderia Ferrari SpA SEFAC      | 28  | Gerhard Berger        | Ferrari 640     | Ferrari 035/5 3.5 V12    | G      |
| Larrousse Calmels               | 29  | Yannick Dalmas        | Lola LC88B      | Lamborghini 3512 3.5 V12 | G      |
| Larrousse Calmels               | 30  | Philippe Alliot       | Lola LC88B      | Lamborghini 3512 3.5 V12 | G      |
| Coloni SpA                      | 31  | Roberto Moreno        | Coloni FC188B   | Ford Cosworth DFR 3.5 V8 | P      |
| Coloni SpA                      | 32  | Pierre-Henri Raphanel | Coloni FC188B   | Ford Cosworth DFR 3.5 V8 | P      |
| EuroBrun Racing                 | 33  | Gregor Foitek         | EuroBrun ER188B | Judd CV 3.5 V8           | P      |
| West Zakspeed Racing            | 34  | Bernd Schneider       | Zakspeed 891    | Yamaha OX88 3.5 V8       | P      |
| West Zakspeed Racing            | 35  | Aguri Suzuki          | Zakspeed 891    | Yamaha OX88 3.5 V8       | P      |
| Moneytron Onyx Formula One      | 36  | Stefan Johansson      | Onyx ORE-1      | Ford Cosworth DFR 3.5 V8 | G      |
| Moneytron Onyx Formula One      | 37  | Bertrand Gachot       | Onyx ORE-1      | Ford Cosworth DFR 3.5 V8 | G      |
| Rial Racing                     | 38  | Christian Danner      | Rial ARC2       | Ford Cosworth DFR 3.5 V8 | G      |
| Rial Racing                     | 39  | Volker Weidler        | Rial ARC2       | Ford Cosworth DFR 3.5 V8 | G      |
| AGS Racing                      | 41  | Joachim Winkelhock    | AGS JH23B       | Ford Cosworth DFR 3.5 V8 | G      |

## Klassifikationen

### Qualifying
| Pos. | Fahrer                | Konstrukteur     | Vorqualifikation | Vorqualifikation  | 1. Qualifikationstraining | 1. Qualifikationstraining | 2. Qualifikationstraining | 2. Qualifikationstraining | Start |
| Pos. | Fahrer                | Konstrukteur     | Zeit             | Ø-Geschwindigkeit | Zeit                      | Ø-Geschwindigkeit         | Zeit                      | Ø-Geschwindigkeit         | Start |
| ---- | --------------------- | ---------------- | ---------------- | ----------------- | ------------------------- | ------------------------- | ------------------------- | ------------------------- | ----- |
| 01   | Ayrton Senna          | McLaren-Honda    | –                | –                 | 1:26,205                  | 210,099 km/h              | 1:25,302                  | 212,323 km/h              | 01    |
| 02   | Riccardo Patrese      | Williams-Renault | –                | –                 | 1:26,172                  | 210,180 km/h              | 7:12,732                  | 41,854 km/h               | 02    |
| 03   | Gerhard Berger        | Ferrari          | –                | –                 | 1:26,271                  | 209,938 km/h              | 1:26,394                  | 209,640 km/h              | 03    |
| 04   | Thierry Boutsen       | Williams-Renault | –                | –                 | 1:27,367                  | 207,305 km/h              | 1:26,459                  | 209,482 km/h              | 04    |
| 05   | Alain Prost           | McLaren-Honda    | –                | –                 | 1:27,095                  | 207,952 km/h              | 1:26,620                  | 209,093 km/h              | 05    |
| 06   | Nigel Mansell         | Ferrari          | –                | –                 | 1:27,249                  | 207,585 km/h              | 1:26,772                  | 208,726 km/h              | 06    |
| 07   | Ivan Capelli          | March-Judd       | –                | –                 | 1:27,525                  | 206,931 km/h              | 1:27,035                  | 208,096 km/h              | 07    |
| 08   | Derek Warwick         | Arrows-Ford      | –                | –                 | 1:27,937                  | 205,961 km/h              | 1:27,408                  | 207,208 km/h              | 08    |
| 09   | Nelson Piquet         | Lotus-Judd       | –                | –                 | 1:28,423                  | 204,829 km/h              | 1:27,437                  | 207,139 km/h              | 09    |
| 10   | Johnny Herbert        | Benetton-Ford    | –                | –                 | 1:27,626                  | 206,692 km/h              | 1:27,754                  | 206,391 km/h              | 10    |
| 11   | Alessandro Nannini    | Benetton-Ford    | –                | –                 | 1:28,394                  | 204,896 km/h              | 1:27,865                  | 206,130 km/h              | 11    |
| 12   | Maurício Gugelmin     | March-Judd       | –                | –                 | 1:27,956                  | 205,917 km/h              | 1:28,581                  | 204,464 km/h              | 12    |
| 13   | Martin Brundle        | Brabham-Judd     | 1:27,764         | 206,367 km/h      | 1:29,138                  | 203,186 km/h              | 1:28,274                  | 205,175 km/h              | 13    |
| 14   | Stefano Modena        | Brabham-Judd     | 1:28,147         | 205,470 km/h      | 1:28,621                  | 204,371 km/h              | 1:28,942                  | 203,634 km/h              | 14    |
| 15   | Andrea de Cesaris     | Dallara-Ford     | –                | –                 | 1:29,005                  | 203,490 km/h              | 1:29,206                  | 203,031 km/h              | 15    |
| 16   | Pierluigi Martini     | Minardi-Ford     | –                | –                 | keine Zeit                | –                         | 1:29,435                  | 202,511 km/h              | 16    |
| 17   | Christian Danner      | Rial-Ford        | –                | –                 | 1:30,460                  | 200,217 km/h              | 1:29,455                  | 202,466 km/h              | 17    |
| 18   | Jonathan Palmer       | Tyrrell-Ford     | –                | –                 | 1:30,443                  | 200,254 km/h              | 1:29,573                  | 202,199 km/h              | 18    |
| 19   | Nicola Larini         | Osella-Ford      | 1:29,679         | 201,960 km/h      | 1:31,341                  | 198,286 km/h              | 1:30,146                  | 200,914 km/h              | 19    |
| 20   | Michele Alboreto      | Tyrrell-Ford     | –                | –                 | 1:32,260                  | 196,310 km/h              | 1:30,255                  | 200,671 km/h              | 20    |
| 21   | Satoru Nakajima       | Lotus-Judd       | –                | –                 | 1:30,942                  | 199,156 km/h              | 1:30,375                  | 200,405 km/h              | 21    |
| 22   | Olivier Grouillard    | Ligier-Ford      | –                | –                 | 1:30,410                  | 200,327 km/h              | 1:30,666                  | 199,762 km/h              | 22    |
| 23   | Luis Pérez-Sala       | Minardi-Ford     | –                | –                 | 1:30,702                  | 199,682 km/h              | 1:30,643                  | 199,812 km/h              | 23    |
| 24   | Eddie Cheever         | Arrows-Ford      | –                | –                 | 1:30,657                  | 199,782 km/h              | 1:31,068                  | 198,880 km/h              | 24    |
| 25   | Bernd Schneider       | Zakspeed-Yamaha  | 1:30,417         | 200,312 km/h      | 1:32,346                  | 196,128 km/h              | 1:30,861                  | 199,333 km/h              | 25    |
| 26   | Philippe Alliot       | Lola-Lamborghini | –                | –                 | 1:31,872                  | 197,139 km/h              | 1:31,009                  | 199,009 km/h              | 26    |
| DNQ  | Yannick Dalmas        | Lola-Lamborghini | –                | –                 | 1:32,411                  | 195,990 km/h              | 1:31,260                  | 198,462 km/h              | –     |
| DNQ  | René Arnoux           | Ligier-Ford      | –                | –                 | keine Zeit                | –                         | 1:31,376                  | 198,210 km/h              | –     |
| DNQ  | Gregor Foitek         | EuroBrun-Judd    | 1:29,604         | 202,129 km/h      | 1:31,791                  | 197,313 km/h              | 1:53,570                  | 159,475 km/h              | –     |
| DNQ  | Roberto Moreno        | Coloni-Ford      | —                | —                 | 1:32,561                  | 195,672 km/h              | 1:34,894                  | 190,861 km/h              | –     |
| DNPQ | Alex Caffi            | Dallara-Ford     | 1:30,747         | 199,583 km/h      | –                         | –                         | –                         | –                         | –     |
| DNPQ | Piercarlo Ghinzani    | Osella-Ford      | 1:31,150         | 198,701 km/h      | –                         | –                         | –                         | –                         | –     |
| DNPQ | Volker Weidler        | Rial-Ford        | 1:31,964         | 196,942 km/h      | –                         | –                         | –                         | –                         | –     |
| DNPQ | Pierre-Henri Raphanel | Coloni-Ford      | 1:32,019         | 196,825 km/h      | –                         | –                         | –                         | –                         | –     |
| DNPQ | Joachim Winkelhock    | AGS-Ford         | 1:32,982         | 194,786 km/h      | –                         | –                         | –                         | –                         | –     |
| DNPQ | Aguri Suzuki          | Zakspeed-Yamaha  | 1:33,079         | 194,583 km/h      | –                         | –                         | –                         | –                         | –     |
| DNPQ | Stefan Johansson      | Onyx-Ford        | 1:35,232         | 190,184 km/h      | –                         | –                         | –                         | –                         | –     |
| DNPQ | Bertrand Gachot       | Onyx-Ford        | 1:37,932         | 184,941 km/h      | –                         | –                         | –                         | –                         | –     |

### Rennen
| Pos. | Fahrer             | Konstrukteur     | Runden | Stopps | Zeit        | Start | Schnellste Runde |
| ---- | ------------------ | ---------------- | ------ | ------ | ----------- | ----- | ---------------- |
| 01   | Nigel Mansell      | Ferrari          | 61     | 0      | 1:38:58,744 | 06    | 1:33,948         |
| 02   | Alain Prost        | McLaren-Honda    | 61     | 1      | + 7,809     | 05    | 1:35,341         |
| 03   | Maurício Gugelmin  | March-Judd       | 61     | 0      | + 9,370     | 12    | 1:33,774         |
| 04   | Johnny Herbert     | Benetton-Ford    | 61     | 0      | + 10,493    | 10    | 1:34,164         |
| 05   | Derek Warwick      | Arrows-Ford      | 61     | 0      | + 17,866    | 08    | 1:33,699         |
| 06   | Alessandro Nannini | Benetton-Ford    | 61     | 0      | + 18,241    | 11    | 1:33,361         |
| 07   | Jonathan Palmer    | Tyrrell-Ford     | 60     | 0      | + 1 Runde   | 18    | 1:35,327         |
| 08   | Satoru Nakajima    | Lotus-Judd       | 60     | 0      | + 1 Runde   | 21    | 1:36,932         |
| 09   | Olivier Grouillard | Ligier-Ford      | 60     | 0      | + 1 Runde   | 22    | 1:35,807         |
| 10   | Michele Alboreto   | Tyrrell-Ford     | 59     | 0      | + 2 Runden  | 20    | 1:36,747         |
| 11   | Ayrton Senna       | McLaren-Honda    | 59     | 2      | + 2 Runden  | 01    | 1:33,685         |
| 12   | Philippe Alliot    | Lola-Lamborghini | 58     | 0      | + 3 Runden  | 26    | 1:38,740         |
| 13   | Andrea de Cesaris  | Dallara-Ford     | 57     | 0      | DNF         | 15    | 1:35,402         |
| 14   | Christian Danner   | Rial-Ford        | 56     | 0      | DNF         | 17    | 1:36,199         |
| –    | Riccardo Patrese   | Williams-Renault | 51     | 1      | DNF         | 02    | 1:32,507         |
| –    | Eddie Cheever      | Arrows-Ford      | 37     | 0      | DNF         | 24    | 1:36,394         |
| –    | Bernd Schneider    | Zakspeed-Yamaha  | 36     | 0      | DNF         | 25    | 1:37,789         |
| –    | Martin Brundle     | Brabham-Judd     | 27     | 0      | DNF         | 13    | 1:35,286         |
| –    | Ivan Capelli       | March-Judd       | 22     | 0      | DNF         | 07    | 1:34,479         |
| –    | Nelson Piquet      | Lotus-Judd       | 10     | 0      | DNF         | 09    | 1:37,665         |
| –    | Stefano Modena     | Brabham-Judd     | 9      | 0      | DNF         | 14    | 1:37,470         |
| –    | Thierry Boutsen    | Williams-Renault | 3      | 0      | DNF         | 04    | 1:35,696         |
| –    | Pierluigi Martini  | Minardi-Ford     | 2      | 0      | DNF         | 16    | 1:46,060         |
| –    | Gerhard Berger     | Ferrari          | 0      | 0      | DNF         | 03    | –                |
| –    | Luis Pérez-Sala    | Minardi-Ford     | 0      | 0      | DNF         | 23    | –                |
| DSQ  | Nicola Larini      | Osella-Ford      | 10     | 0      | –           | 19    | 1:38,682         |

## WM-Stände nach dem Rennen
Die ersten sechs des Rennens bekamen 9, 6, 4, 3, 2 bzw. 1 Punkt(e). In der Fahrerwertung wurden die besten elf Resultate, in der Konstrukteurswertung alle Resultate gewertet.

### Fahrerwertung
| Pos. | Fahrer             | Konstrukteur     | Punkte |
| ---- | ------------------ | ---------------- | ------ |
| 01   | Nigel Mansell      | Ferrari          | 9      |
| 02   | Alain Prost        | McLaren-Honda    | 6      |
| 03   | Maurício Gugelmin  | March-Judd       | 4      |
| 04   | Johnny Herbert     | Benetton-Ford    | 3      |
| 05   | Derek Warwick      | Arrows-Ford      | 2      |
| 06   | Alessandro Nannini | Benetton-Ford    | 1      |
| 07   | Jonathan Palmer    | Tyrrell-Ford     | 0      |
| 08   | Satoru Nakajima    | Lotus-Judd       | 0      |
| 09   | Olivier Grouillard | Ligier-Ford      | 0      |
| 10   | Michele Alboreto   | Tyrrell-Ford     | 0      |
| 11   | Ayrton Senna       | McLaren-Honda    | 0      |
| 12   | Philippe Alliot    | Lola-Lamborghini | 0      |
| 13   | Andrea de Cesaris  | Dallara-Ford     | 0      |

| Pos. | Fahrer            | Konstrukteur     | Punkte |
| ---- | ----------------- | ---------------- | ------ |
| 14   | Christian Danner  | Rial-Ford        | 0      |
| –    | Riccardo Patrese  | Williams-Renault | 0      |
| –    | Eddie Cheever     | Arrows-Ford      | 0      |
| –    | Bernd Schneider   | Zakspeed-Yamaha  | 0      |
| –    | Martin Brundle    | Brabham-Judd     | 0      |
| –    | Ivan Capelli      | March-Judd       | 0      |
| –    | Nelson Piquet     | Lotus-Judd       | 0      |
| –    | Stefano Modena    | Brabham-Judd     | 0      |
| –    | Thierry Boutsen   | Williams-Renault | 0      |
| –    | Pierluigi Martini | Minardi-Ford     | 0      |
| –    | Gerhard Berger    | Ferrari          | 0      |
| –    | Luis Pérez-Sala   | Minardi-Ford     | 0      |

### Konstrukteurswertung
| Pos. | Konstrukteur  | Punkte |
| ---- | ------------- | ------ |
| 01   | Ferrari       | 9      |
| 02   | McLaren-Honda | 6      |
| 03   | March-Judd    | 4      |
| 04   | Benetton-Ford | 4      |
| 05   | Arrows-Ford   | 2      |
| 06   | Tyrrell-Ford  | 0      |
| 07   | Lotus-Judd    | 0      |
| 08   | Ligier-Ford   | 0      |

| Pos. | Konstrukteur     | Punkte |
| ---- | ---------------- | ------ |
| 09   | Lola-Lamborghini | 0      |
| 10   | Dallara-Ford     | 0      |
| 11   | Rial-Ford        | 0      |
| –    | Williams-Renault | 0      |
| –    | Zakspeed-Yamaha  | 0      |
| –    | Brabham-Judd     | 0      |
| –    | Minardi-Ford     | 0      |